# Xã East Washington, Quận Rice, Kansas
Xã East Washington (tiếng Anh: East Washington Township) là một xã thuộc quận Rice, tiểu bang Kansas, Hoa Kỳ. Năm 2010, dân số của xã này là 152 người.